# Dioscorea orientalis
Dioscorea orientalis är en enhjärtbladig växtart som först beskrevs av Joseph Thiébaut, och fick sitt nu gällande namn av Lizabeth R. Caddick och Paul Wilkin. Dioscorea orientalis ingår i släktet Dioscorea och familjen Dioscoreaceae. Inga underarter finns listade i Catalogue of Life.